# Державний метрологічний контроль
Держа́вний метрологі́чний контро́ль і на́гляд здійснюються з метою перевірки додержання вимог нормативно-правових актів і нормативних документів з метрології.

## Об'єкти державного метрологічного контролю
Об'єктами державного метрологічного контролю і нагляду є:
- засоби вимірювальної техніки;
- методики виконання вимірювань;
- кількість фасованого товару в упаковках.

## Сфера державного метрологічного контролю
Державний метрологічний контроль і нагляд стосовно засобів вимірювальної техніки та методик виконання вимірювань поширюється
на вимірювання, результати яких використовуються під час:
- робіт із забезпечення охорони здоров'я;
- робіт із забезпечення захисту життя та здоров'я громадян;
- контролю якості та безпеки продуктів харчування і лікарських засобів;
- контролю стану навколишнього природного середовища;
- контролю безпеки умов праці;
- геодезичних і гідрометеорологічних робіт;
- торговельно-комерційних операцій і розрахунків між покупцем (споживачем) і продавцем (постачальником, виробником, виконавцем), у тому числі у сферах побутових і комунальних послуг, телекомунікаційних послуг і послуг поштового зв'язку;
- податкових, банківських і митних операцій;
- обліку енергетичних і матеріальних ресурсів (електричної і теплової енергії, газу, води, нафтопродуктів тощо), за винятком внутрішнього обліку, який ведеться підприємствами, організаціями та фізичними особами — суб'єктами підприємницької діяльності;
- робіт, пов'язаних з державною реєстрацією земельних ділянок і нерухомого майна;
- робіт із забезпечення технічного захисту інформації, необхідність якого визначена законодавством;
- робіт, що виконуються за дорученням органів прокуратури та правосуддя;
- робіт з оцінки відповідності продукції, процесів, послуг;
- реєстрації національних і міжнародних спортивних рекордів.

До  державного метрологічного контролю належать:
- уповноваження та атестація у Метрологічній системі України;
- державні випробування засобів вимірювальної техніки і затвердження їх типів;
- державна метрологічна атестація засобів вимірювальної техніки;
- повірка засобів вимірювальної техніки.

До державного метрологічного нагляду належать:
- державний метрологічний нагляд за забезпеченням єдності вимірювань;
- державний метрологічний нагляд за кількістю фасованого товару в упаковках.